# Csárdaszállás
Csárdaszállás es un pueblo ubicado en el distrito de Gyomaendrőd, en el condado de Békés, Hungría.

## Superficie
Posee una superficie de 54,16 kilómetros cuadrados.

## Demografía
Hasta 2019 la población era de 360 habitantes, con una densidad de población de 6,647 habitantes por kilómetro cuadrado.